# Marek Dyżewski
Marek Jan Dyżewski (ur. 22 marca 1946 w Świebodzicach) – polski muzyk, publicysta, animator życia muzycznego oraz wykładowca akademicki.

## Życiorys
Absolwent Państwowej Wyższej Szkoły Muzycznej we Wrocławiu w zakresie gry na fortepianie w klasie profesor Barbary Hesse-Bukowskiej (1971). Studiował także historię sztuki na Uniwersytecie Wrocławskim, Katolickim Uniwersytecie Lubelskim (1975) i Uniwersytecie Wiedeńskim w ramach grantu Radia Wiedeńskiego (1981–1982). Odbył staż naukowo-badawczy na uniwersytecie w Brukseli (2000).
Podczas studiów był czynną postacią studenckiego ruchu kulturalnego. Współtworzył m.in. polski ruch „Pro Musica” popularyzujący muzykę poważną w środowisku akademickim. W marcu 1968 był przewodniczącym strajku studentów Akademii Muzycznej we Wrocławiu.
Inicjator i dyrektor artystyczny wrocławskiego festiwalu Dni Muzyki Starych Mistrzów (1967–1987), brał udział w stworzeniu Międzynarodowych Wieczorów Muzyki Organowej i Kameralnej w Kłodzku (1987), wznowił wrocławskie Dni Muzyki Organowej i Klawesynowej (1992) oraz powołał akademicki festiwal muzyczny Gaudeamus (1997). Juror festiwalu Legnica Cantat (1993–2007) i jego kierownik artystyczny (2004–2007).
W latach 1990–1994 we wrocławskiej Akademii Muzycznej pełnił funkcję rektora. W tym czasie przeniósł uczelnię do nowej siedziby przy Placu Jana Pawła II we Wrocławiu, powołał nowe specjalności, wzbogacił instrumentarium oraz rozwinął kontakty międzynarodowe.
Współzałożyciel Społecznego Komitetu Budowy Pomnika Ofiar Tragedii Narodowej w Smoleńsku. W 2011 był bezpartyjnym kandydatem do Senatu z ramienia Prawa i Sprawiedliwości, zajmując 3. (ostatnie) miejsce w okręgu.
Poliglota, biegle posługuje się językami: angielskim, niemieckim, francuskim, włoskim, hiszpańskim oraz łaciną.

## Twórczość
Jako eseista wypowiada się słowem pisanym, a także w radio i w telewizji. Współpracując z Polskim Radiem tworzy dzieła sztuki radiowej, które za ich nowatorski kształt i wybitne walory artystyczne otrzymały szereg nagród i dwukrotnie reprezentowały polską radiofonię na światowym forum sztuki radiowej Prix Italia.
Zarówno na antenie telewizyjnej jak i radiowej komentował największe odbywające się w Polsce międzynarodowe imprezy muzyczne: Międzynarodowy Festiwal Oratoryjno-Kantatowy „Wratislavia Cantans”, Międzynarodowy Konkurs Dyrygencki im. Grzegorza Fitelberga, Międzynarodowy  Konkurs Skrzypcowy im. Henryka Wieniawskiego i Międzynarodowy Konkurs Pianistyczny im. Fryderyka Chopina.
Prowadzi gościnne wykłady i seminaria we wszystkich polskich uczelniach muzycznych oraz na kilku uniwersytetach. Wykładał też w Niemczech, Belgii, Austrii, Rosji, Hiszpanii i USA.
W swych wystąpieniach ukazuje zjawiska muzyczne widziane w szerokim kontekście kultury, w powiązaniu z innymi dziedzinami sztuki, a także z filozofią, estetyką i antropologią. Twórca teorii obejmującej całokształt zagadnień związanych ze sztuką ćwiczenia muzycznego, a także filozofii kształcenia artystycznego, która prezentowana w piętnastu audycjach na antenie Programu II Polskiego Radia spotkała się z żywym oddźwiękiem w środowisku muzycznym i pedagogicznym.
Autor poetyzowanych przekładów (z łaciny, francuskiego, niemieckiego, hiszpańskiego i włoskiego). Średniowieczny dramat liturgiczny „Ludus Danielis” w jego literackiej adaptacji (w oparciu o łaciński tekst z katedry z Beauvais) grany był przez Teatr Wielki w Warszawie – na scenie tego teatru i na wielu scenach europejskich, m.in. w Niemczech, Austrii, Luksemburgu, Szwajcarii i Francji.
Jest również publicystą Radia Maryja.

## Nagrody
- Nagroda Miasta Wrocławia (1987, 1994).
- Laureat nagrody im. Św. Brata Alberta za wybitne dokonania w dziedzinie kultury.
- Nagroda Muzyczna Wrocławia (2001).
- Nagroda Ministra Kultury i Sztuki (2004, 2005).